# Eyralpenus metaxantha
Eyralpenus metaxantha är en fjärilsart som beskrevs av George Francis Hampson 1920. Eyralpenus metaxantha ingår i släktet Eyralpenus och familjen björnspinnare. Inga underarter finns listade i Catalogue of Life.